# Artemisia gracilescens
Artemisia gracilescens là một loài thực vật có hoa trong họ Cúc. Loài này được Krasch. & Iljin mô tả khoa học đầu tiên năm 1949.